# Anthony Clark (potencista)
Anthony Clark (1966-2005) fue un potencista destacado en press de banca y el levantamiento de coches. Fue el único hombre con facilidad en el agarre invertido.
Anthony Clark comenzó a levantar pesas en 1979 y a competir en torneos de press de banca en 1982. Desde un principio Clark se destacó por su agarre invertido de la barra, que le resultaba más fácil que la forma tradicional. A los 24 años Clark hizo un récord mundial en su categoría con 317 kg. En 1997 en la competición Arnold Classic realizó el récord mundial de 353 kg. Clark era capaz de levantar autos con facilidad y arrastrar un elefante de 3 toneladas en una carretilla.
Clark murió el 27 de mayo de 2005 a lo 39 años de un ataque cardiaco.